# Hans-Peter Schmitz (Musiker)

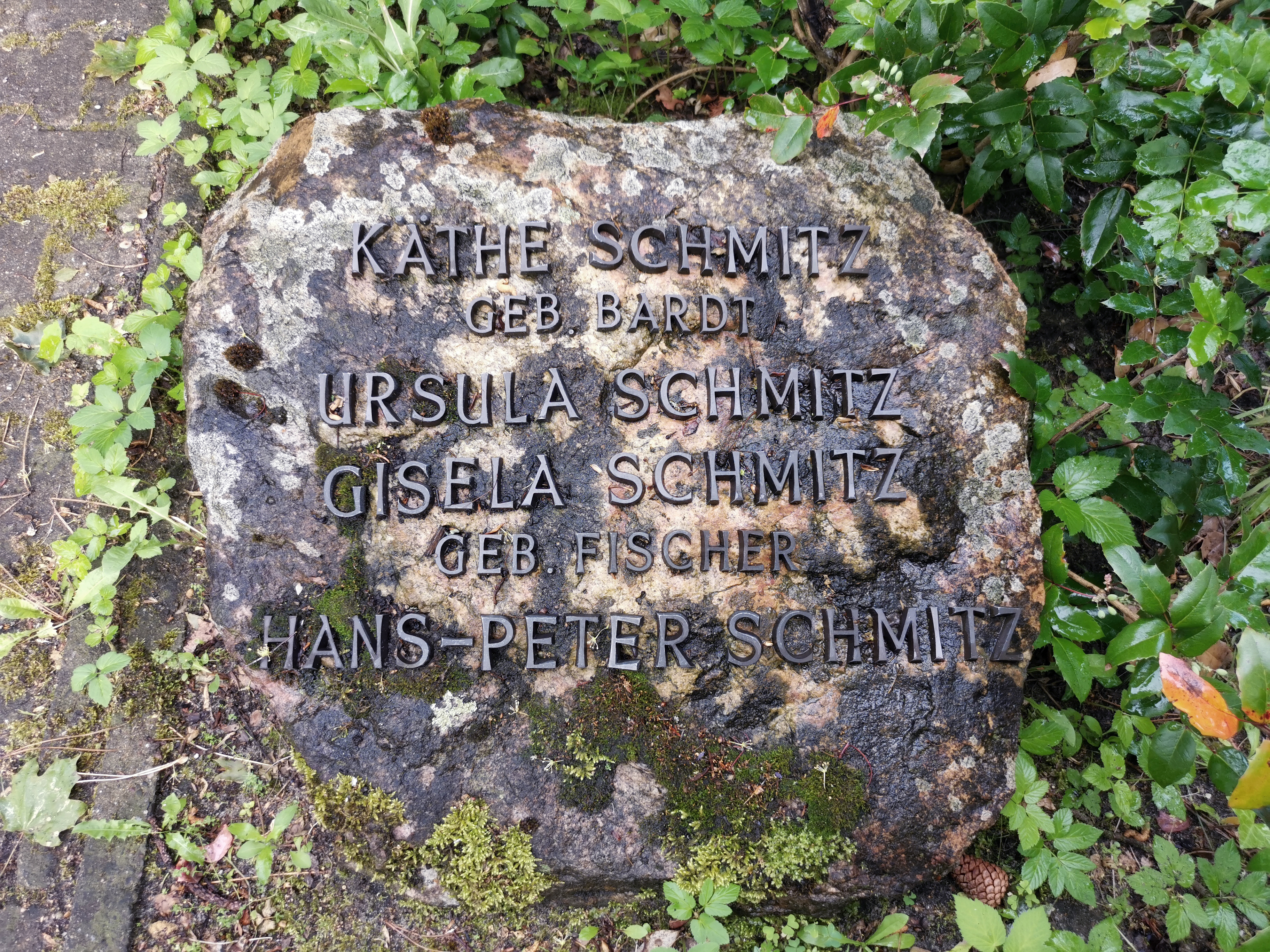
Familiengrab auf dem Luisenfriedhof III in Berlin-Westend (Grablage: G U-56)

Hans-Peter Schmitz (* 5. November 1916 in Breslau; † 16. März 1995 in Berlin) war ein deutscher Flötist und Hochschullehrer.

## Leben
Nach einem Studium in Berlin 1935/36 bei Gustav Scheck wurde Schmitz für zwei Jahre Soloflötist beim Hamburger Nordmark-Orchester, um dann in Halle (Saale) Musikwissenschaft zu studieren. 1943 bis 1950 wirkte er als Soloflötist bei den Berliner Philharmonikern, danach überwiegend als Hochschullehrer (1953 bis 1972 Professur an der Nordwestdeutschen Musikakademie Detmold, 1971 bis 1983 an der Hochschule der Künste Berlin).
Unter den Publikationen von Schmitz ist seine zweibändige Flötenlehre (1955) hervorzuheben, außerdem war er als Herausgeber tätig, etwa der Flötensonaten Georg Friedrich Händels im Rahmen der Hallischen Händel-Ausgabe.